# 1942 (computerspel)
1942 is een computerspel dat werd ontwikkeld en uitgegeven door de Japanse gameproducent Capcom. Het actiespel is van het type Vertical scrolling shooter. Het spel kwam in december 1984 uit als arcadespel en een jaar later voor de Nintendo Entertainment System. Later volgende ook andere populaire homecomputers van die tijd.
Het actiespel is een verticale scroller die door één of twee spelers tegelijkertijd gespeeld worden. Het spel speelt zich af in het jaar 1942. De speler speelt Super Ace een Amerikaanse gevechtspiloot van een P-38 Lightning, die over land en zee moet vechten tegen de vijand. Het doel is Tokio te bereiken en de volledige Japanse vloot te vernietigen. Na bepaalde formaties te vernietigen kan de speler zijn vuurkracht of overlevingskansen verhogen. De speler kan de vijand ontwijken via een looping.
Het spel werd in 1987 opgevolgd door 1943: The Battle of Midway.

## Releases
- 1984: Arcade
- 1985: NES
- 1986: Amstrad CPC, Commodore 64, MSX, MSX2, ZX Spectrum
- 1987: FM-7, PC-88,
- 1998: PlayStation, Sega Saturn
- 2000: Game Boy Color
- 2001: Windows, Windows Mobiel
- 2004: J2ME, BREW
- 2005: PlayStation 2
- 2006: PlayStationPortable
- 2008: Xbox 360, Xbox Live Arcade, PlayStation 3, PlayStation Network
- 2010: Wii Virtual Console

## Stages
- Stages 32–29 : Midway
- Stages 28–25 : Marshall
- Stages 24–21 : Attu
- Stages 20–17 : Rabaul
- Stages 16–13 : Leyte
- Stages 12–09 : Saipan
- Stages 08–05 : Iwojima
- Stages 04–01 : Okinawa

In levels 2, 10, 18 en 26 moet een eindbaas vernietigd worden.

## Ontvangst
| Beoordeeld door        | Platform            | Jaar | Score |
| ---------------------- | ------------------- | ---- | ----- |
| GameWorld              | NES                 | 2007 | 91%   |
| Your Sinclair          | ZX Spectrum         | 1986 | 80%   |
| Tilt                   | NES                 | 1987 | 80%   |
| Nintendojo             | Game Boy Color      | 2000 | 70%   |
| Defunct Games          | Wii Virtual Console | 2011 | 67%   |
| HappyPuppy             | Game Boy Color      | 2000 | 65%   |
| PC Powerplay           | J2ME                | 2006 | 60%   |
| Game Informer Magazine | Game Boy Color      | 2000 | 55%   |
| Electric Playground    | Game Boy Color      | 2000 | 50%   |
| IGN                    | BREW                | 2006 | 45%   |